# أنيتش (يوتا)
أنيتش (بالإنجليزية: Aneth CDP, Utah) هي منطقة سكنية تقع بولاية يوتا في الولايات المتحدة. تبلغ مساحتها 30.4 كم2، وترتفع عن سطح البحر 1,375 م، بلغ عدد سكانها 501 نسمة في عام 2010 حسب إحصاء مكتب تعداد الولايات المتحدة وتصل الكثافة السكانية فيها 16.5 نسمة لكل كيلومتر مربع (42.7/ميل2).

## التركيبة السكانية
حدّد مكتب تعداد الولايات المتحدة بيانات التركيبة السكانية لأنيتش في تعداد الولايات المتحدة. في ما يلي، التركيبة السكانية حسب تعدادي 2000 و2010.

### تعداد عام 2000
بلغ عدد سكان أنيتش 598 نسمة بحسب تعداد عام 2000، وبلغ عدد الأسر 143 أسرة وعدد العائلات 129 عائلة مقيمة في المنطقة السكنية. في حين سجلت الكثافة السكانية 19.7 نسمة لكل كيلومتر مربع (51.0/ميل2). وبلغ عدد الوحدات السكنية 177 وحدة بمتوسط كثافة قدره 5.8 لكل كيلومتر مربع (15.0/ميل2).
وتوزع التركيب العرقي للمنطقة السكنية بنسبة 0.33% من البيض و0.17% من الأمريكيين الأفارقة و98.83% من الأمريكيين الأصليين و0.67% من عرقين مختلطين أو أكثر و0.67% من الهسبانيون أو اللاتينيون من أي عرق.
بلغ عدد الأسر 143 أسرة كانت نسبة 69.9% منها لديها أطفال تحت سن الثامنة عشر تعيش معهم، وبلغت نسبة الأزواج القاطنين مع بعضهم البعض 55.2% من أصل المجموع الكلي للأسر، ونسبة 29.4% من الأسر كان لديها معيلات من الإناث دون وجود شريك، بينما كانت نسبة 5.6% من الأسر لديها معيلون من الذكور دون وجود شريكة وكانت نسبة 9.8% من غير العائلات. تألفت نسبة 9.8% من أصل جميع الأسر من عدة أفراد يعيشون في نفس المنزل ونسبة 2.8% كانت تتألف من شخص يعيش بمفرده يبلغ من العمر 65 عاماً أو أكثر. وبلغ متوسط حجم الأسرة المعيشية 4.18، أما متوسط حجم العائلات فبلغ 4.44.
بلغ العمر الوسطي للسكان 23.3 عاماً. وكانت نسبة 42.6% من القاطنين تحت سن الثامنة عشر، وكانت نسبة 10.4% بين الثامنة عشر والرابعة والعشرين عاماً، ونسبة 25.6% كانت واقعةً في الفئة العمرية ما بين الخامسة والعشرين والرابعة والأربعين عاماً، ونسبة 16.4% كانت ما بين الخامسة والأربعين والرابعة والستين، ونسبة 5% كانت ضمن فئة الخامسة والستين عاماً فما فوق. يوجد لكل 100 أنثى 75.9 ذكر، ويوجد لكل 100 أنثى في الثامنة عشر من عمرها فما فوق 64.9 ذكر.
بلغ متوسط دخل الأسرة في المنطقة السكنية 17,292 دولارًا، أما متوسط دخل العائلة فبلغ 16,563 دولارًا. وكان متوسط دخل الذكور 35,536 دولارًا مقابل 13,333 دولارًا للإناث. وسجل دخل الفرد الخاص بالمنطقة السكنية 10,556 دولارًا. وكانت نسبة 48.8% من العائلات ونسبة 52% من السكان تحت خط الفقر،

### تعداد عام 2010
بلغ عدد سكان أنيتش 501 نسمة بحسب تعداد عام 2010، وبلغ عدد الأسر 123 أسرة وعدد العائلات 104 عائلة مقيمة في المنطقة السكنية. في حين سجلت الكثافة السكانية 16.5 نسمة لكل كيلومتر مربع (42.7/ميل2). وبلغ عدد الوحدات السكنية 150 وحدة بمتوسط كثافة قدره 4.9 لكل كيلومتر مربع (12.7/ميل2).
وتوزع التركيب العرقي للمنطقة السكنية بنسبة 1% من البيض و97.60% من الأمريكيين الأصليين و1% من الأعراق الأخرى و0.40% من عرقين مختلطين أو أكثر و1.60% من الهسبانيون أو اللاتينيون من أي عرق.
بلغ عدد الأسر 123 أسرة كانت نسبة 57.7% منها لديها أطفال تحت سن الثامنة عشر تعيش معهم، وبلغت نسبة الأزواج القاطنين مع بعضهم البعض 55.3% من أصل المجموع الكلي للأسر، ونسبة 20.3% من الأسر كان لديها معيلات من الإناث دون وجود شريك، بينما كانت نسبة 8.9% من الأسر لديها معيلون من الذكور دون وجود شريكة وكانت نسبة 15.4% من غير العائلات. تألفت نسبة 15.4% من أصل جميع الأسر من عدة أفراد يعيشون في نفس المنزل ونسبة 4.9% كانت تتألف من شخص يعيش بمفرده يبلغ من العمر 65 عاماً أو أكثر. وبلغ متوسط حجم الأسرة المعيشية 4.07، أما متوسط حجم العائلات فبلغ 4.55.
بلغ العمر الوسطي للسكان 23.3 عاماً. وكانت نسبة 36.9% من القاطنين تحت سن الثامنة عشر، وكانت نسبة 15% بين الثامنة عشر والرابعة والعشرين عاماً، ونسبة 22.4% كانت واقعةً في الفئة العمرية ما بين الخامسة والعشرين والرابعة والأربعين عاماً، ونسبة 18.4% كانت ما بين الخامسة والأربعين والرابعة والستين، ونسبة 7.4% كانت ضمن فئة الخامسة والستين عاماً فما فوق. وتوزع التركيب الجنسي للسكان بنسبة 50.7% ذكور و49.3% إناث.